# Paul Durand (Schriftsteller)

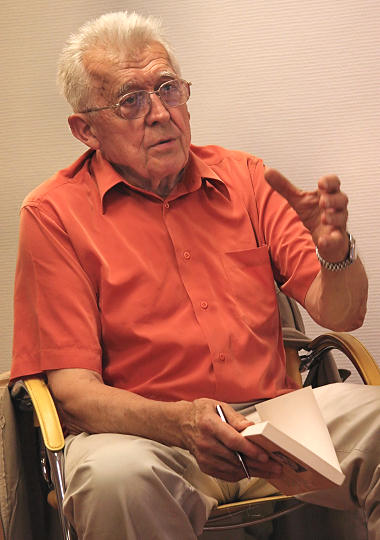
Paul Durand bei einer Signierstunde, Juli 2006.

Paul Durand (* 16. Juni 1930 in Verfeil; † 6. Januar 2019 in Villefranche-de-Rouergue) war ein französischer Schriftsteller.

## Werke
- 2002: On ne revient jamais de Madagascar
- 2006: Je suis né deux fois
- 2010: Giboulées sur les clochers
- 2015: Paraboles paysanne[3]